# Omme å
Omme å är ett vattendrag på Jylland i Danmark.
Ån rinner upp väster om Jelling i Vejle kommun och flyter mot nordväst genom Billunds kommun och Ringkøbing-Skjerns kommun. Den mynner ut i Skjern å sydöst om Skjern. Hoven å och Gundesbøl å är tillflöden till Omme å. 